# 戰鬥迴路
《戰鬥迴路》是卡普空於1997年為CP System II開發的橫向捲軸清版動作遊戲。

## 遊戲玩法
使用方向摇杆、攻击键、跳跃键进行操作的清版过关型ACT，最多支持玩家4人配合。本游戏最大的特色，使用战斗中得到的硬币进行Up Grade升级强化。通过Up Grade可以获得多种指令输入技能、体力回复、残机数增加等，当然物品越好价格越贵，平时战斗中需要努力攒钱。可以在途中或升級時獲得名為『Battle Down Load Unit』的項目（简称BDL）。為每個角色抽取了相應的能力，在一定時間內獲得能量。引出5位主角各自对应的特殊能力，而且刚发动时获得一小段无敌时间。2人以上配合游戏时，1人使用BDL，全员共享该BDL功能。

## 情節
与街机突击队长（俗称名将）相似，以近未来的世界为题材，遊戲故事發生在另一個未來的地球上，而主角們則是一群賞金獵人。故事也就為此而展開了。賞金獵人們阻止科學家土星博士利用「濕婆系統」程序控制世界上所有的計算機。能夠利用生物芯片提取人體99%機能的賽博格開始出現，由此引發的犯罪事件也日漸增多。主角之一的Cyber Blue就是進行這種機器人手術的人之一。
靠赏金谋生的Cyber Blue等人，瞄向各个赏金目标，围绕着企图征服世界的黑手党『マフィア(Mafia)』组织『デリート(Delete)』、邪恶天才科学者『ドクターサターン(Doctor Saturn)』，以及拥有支配全世界计算机能力的『天帝システム(Tentei System)』的起动三寸软盘，展开了激烈的战斗。

## 角色介紹
- 藍色閃電；網絡藍（Cyber Blue）：本名『布萊恩・布魯諾（ブライアン・ブルーノ；Brian Bruno）』，美国人，24岁。是一位全身装备着武器的賽博格，以完成赏金任务目标自豪与荣耀。超一流的赏金猎人。性格阳光爽朗，喜欢女人，但也存在性格激烈的一面。雖然整體威力高，卻是五種角色中最難賺取金幣的。BDL能力：『ブルーストライク(Blue Strike)』，一定时间内攻击力上升（power up）。
- 銀色隊長（Captain Silver）：本名『安德烈・米斯舒京（アンドレイ・ミシューチン；Andrey Mishutin）』，俄羅斯人，26岁。外表上看起来像是普通人类，身体却是超软体质可以自由变化，技能以寒冰為主，沉着冷静，遇到事情都会体现出很Cool的态度。體力初始值低，很難賺到金幣。BDL能力：『シルバーアーマー(Silver Armour)』，一定时间内防御力上升，身体Hyper装甲化，敌人的大多数技能无法造成伤害输入（defence up）。
- 黃色貓女（Yellow Iris，在日文原版中稱為 Yellow Beast）：本名『戴安娜·馬丁內斯（ディアナ・マルチネス；Diana Martinez）』，西班牙人，21岁。配備貓型戰鬥電路。定位為速度型角色，攻擊力較低，但移動速度卻是五人中最快的。是賺金幣最多的角色。BDL能力：『イエローフラッシュ(Yellow Flash)』，一定时间内速度上升，但这段时间内攻击力有所下降（speed up）。
- 粉紅色鴕鳥（Pink Ostrich）：4岁半機械鴕鳥『ピンキー（Pinky）』和一個騎在背上的9岁澳大利亞女孩『寶拉・阿卜杜拉（ポーラ・アヴドゥル；Paula Abdul）』。鸵鸟可在飞在空中一段时间，使用各種空中和旋轉技術進行攻擊。BDL能力：『ピンクミラクル(Pink Miracle)』，一定时间内一定确率打出Critical大伤害（death blow）。
- 綠色異形（Alien Green）：实际上是植物形的宇宙人，他使用翻译机交谈会话。拥有随时回复HP的BDL优势，攻击力很高，重视投技的力量型人物。BDL能力：『グリーンヒーリング(Green Healing)』，立即回复少量HP（vital up）。

## 外部連結
- 莫比游戏上的《戰鬥迴路》（英文）